# تاريخ اليهود

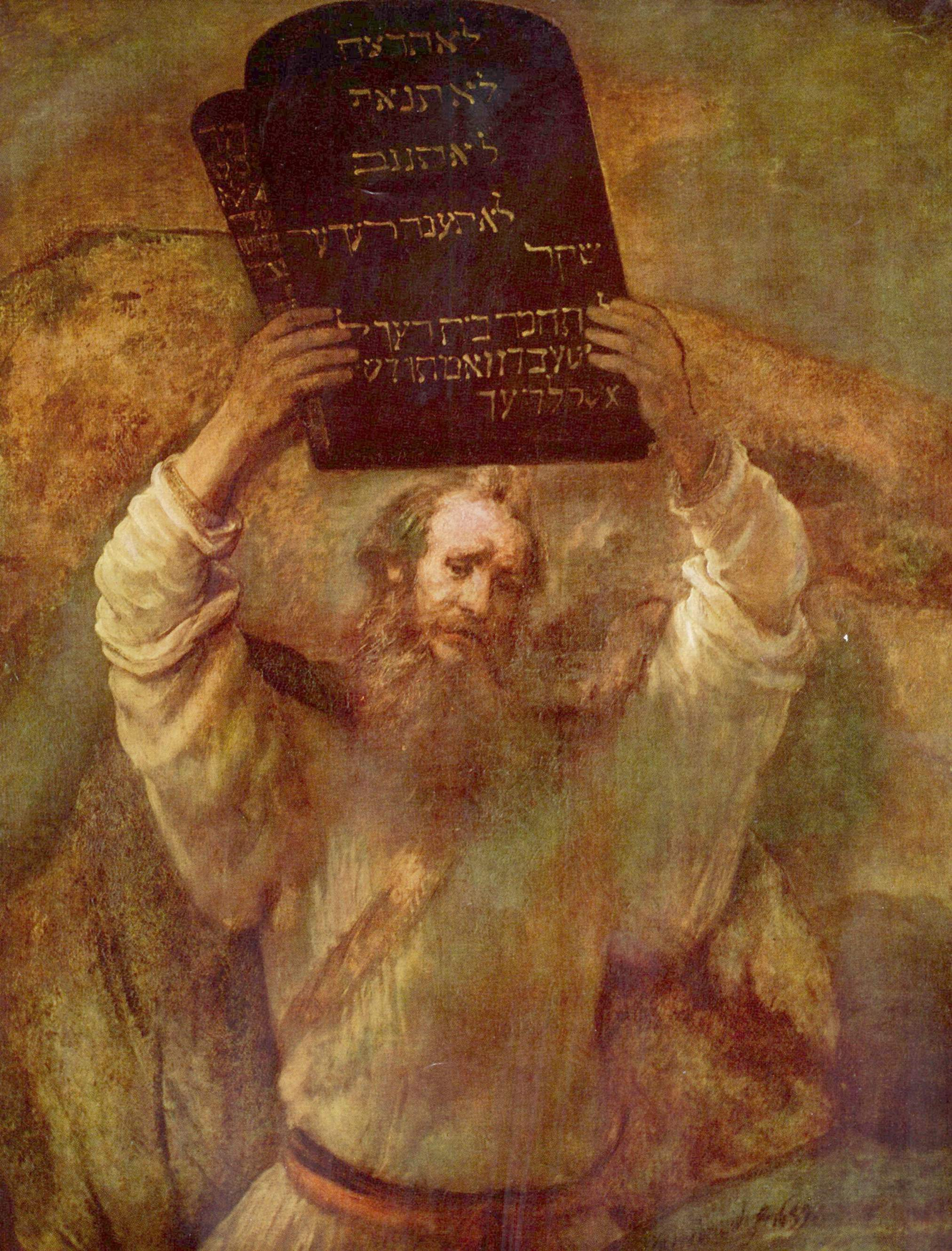
موسى ومعه الألواح الحجرية (1659 رسمها رمبرانت (Rembrandt))

مملكتا إسرائيل ويهوذا سنة 926 قبل الميلاد

تاريخ اليهود هو مصطلح يُعنى بدراسة تاريخ اليهود وديانتهم وثقافتهم، بتطوراتها وتفاعلاتها مع الأشخاص والأديان والثقافات الأخرى. يمتد تاريخ اليهود إلى أكثر من 4000 عام ويضم مئات من التجمعات المختلفة.
تتركز دراسة تاريخ اليهود القدامى، ودول الجوار، بالدرجة الأولى على دراسة منطقة الهلال الخصيب والساحل الشرقي للبحر المتوسط. فنجده يبدأ بالشعب الذي احتل المنطقة الواقعة بين نهر النيل ودجلة والفرات. وحيث أنها محاطة بمراكز قديمة للحضارات في مصر وبابل وصحراء شبه الجزيرة العربية ومرتفعات آسيا الصغرى، كانت أرض كنعان (تعني على الأرجح إسرائيل الحديثة والأراضي الفلسطينية والأردن ولبنان) ملتقى تلك الحضارات. وتمر في تلك الأراضي طرق التجارة التي تم إنشاؤها منذ القدم ولها موانئ هامة على خليج العقبة وعلى ساحل البحر الأبيض المتوسط، وهذا الساحل يعرضها لتأثير الثقافات الوافدة من منطقة الهلال الخصيب.[بحاجة لمصدر]
وفقًا لـلكتابات المقدسة اليهودية، التي أصبحت تعرف بـالكتاب المقدس العبري، ينحدر اليهود شعب إسرائيل القديم الذي استقر في أرض كنعان الواقعة بين الساحل الشرقي للبحر الأبيض المتوسط ونهر الأردن (1451 قبل الميلاد). ينتسب بنو إسرائيل إلى أصول مشتركة من نسل إبراهيم وابنه إسحاق وابنه يعقوب، وهؤلاء هم العبرانيون الذين تركزت تنقلاتهم حول الخليل في ما بين عامي 1991 و1706 قبل الميلاد، ويبدو أن هذا هو ما دعاهم إلى إنشاء الحرم الإبراهيمي في الخليل ليكون مكان دفن موتاهم. ويتكون بنو إسرائيل من اثني عشر قبيلة تنحدر كل منها من ابن من أبناء يعقوب الإثني عشر: رأوبين وشمعون ولاوي ويهوذا ويساكر وزبولون ودان وجاد ونفتالي وأشير ويوسف وبنيامين. يؤكد الكتاب المقدس أن يعقوب وأبناءه الاثنا عشر تقريبًا تركوا كنعان في خضم مجاعة شديدة واستقروا في جاسان في شمال مصر. وفي الفترة التي عاشوها في مصر كانت الحكومة المصرية بقيادة فرعون تسترق من هم من نسلهم. بعد 400 سنة من العبودية، أرسل يهوه - الإله عند بني إسرائيل - النبي العبري موسى وهو من سبط لاوي، لإطلاق سراح بني إسرائيل من الاسترقاق المصري. وينص الكتاب المقدس على أن العبرانيين هاجروا بمعجزة من مصر (المعروفة باسم الخروج)، وعادوا إلى أرض آبائهم وأجدادهم في أرض كنعان. هذا الحدث يمثل بداية تكوين إسرائيل لتكون أمة لها شأن سياسي في كنعان، في 1400 قبل الميلاد.
إلا أن علم الآثار يظهر رواية مختلفة من أصول الشعب اليهودي؛ حيث أنه لم يثبت أنهم غادروا بلاد الشام. فالأدلة الأثرية بخصوص أصول بني إسرائيل تؤكد أنها كنعانية، وليست مصرية، وتغلق الباب أمام أي احتمال «للخروج من مصر أو رحلة الأربعين عامًا في صحراء سيناء» اللذين يقول بهما أتباع مدرسة كوبنهاغن. ولهذا السبب، تنحى كثير من علماء الآثار عن التحقيقات الأثرية لموسى والخروج ووصفوه بأنه «جدل عقيم». فبعد أبحاث استمرت لقرن من الزمان قام بها علماء الآثار وعلماء المصريات اتضح أنه ليس ثمة دليل مباشر يؤكد رواية الخروج من السبي المصري أو الهروب أو رحلات البرية، مما يدعو إلى القول بأن العصر الحديدي لإسرائيل - مملكتي يهوذا وإسرائيل - كان في كنعان، وليس مصر: فثقافة المستوطنات الإسرائيلية القديمة كنعانية بامتياز، والأشياء التعبدية تعود لإله الكنعانيين، ويبقى الفخار من تقاليد الكنعانيين المحليين، والأبجدية المستخدمة هي الكنعانية القديمة. المعلم الوحيد تقريبا الذي يميز القرى «الإسرائيلية» عن الأماكن الكنعانية هو عدم وجود عظام خنزير، رغم أنه لا يزال يدور جدل حول ما إذا كان هذا علامة حقيقية أو أنه راجع إلى عوامل أخرى.
ويذكر الكتاب المقدس أنه بعد تحرر بني إسرائيل من العبودية المصرية، تاهوا وعاشوا في سيناء لفترة بلغت الأربعين عامًا قبل فتح كنعان سنة 1400 قبل الميلاد بقيادة يوشع بن نون. ويشير الكتاب المقدس إلى أنه أثناء الفترة التي قضوها في صحراء سيناء نزلت عليهم الوصايا العشر على جبل موسى من يهوه إلى نبيه موسى. وكانت هذه هي البداية الحقيقية لليهودية ليظهر أول دين إبراهيمي. بعد دخول كنعان، أخذ كل سبط من الاثني عشر سبطًا جزءًا من الأرض. وظلت أرض إسرائيل لبضع مئات من السنين اتحادًا مقسمًا إلى اثنتي عشرة قبيلة يحكمها سلسلة من القضاة. ثم جاءت الملكية الإسرائيلية، كما يقول الكتاب المقدس. تكون الحكم الملكي سنة 1000 قبل الميلاد تحت حكم شاول، ثم جاء الملك داود وابنه سليمان. وفي عهد داود، أصبحت مدينة القدس الموجودة حينئذ هي العاصمة الوطنية والروحية لإسرائيل. بنى سليمان أول معبد على جبل موريا (Mount Moriah) في القدس. ومع ذلك، كانت القبائل تمر بفترة من التفتت السياسي. وإثر وفاته اندلعت حرب أهلية بين عشر أسباط شمالية من بني إسرائيل في جانب وسبطي يهوذا (ضُمّ سبط شمعون إلى سبط يهوذا) وبنيامين في الجنوب في الجانب الآخر. وانقسمت الأمة إلى مملكة إسرائيل في الشمال، ومملكة يهوذا في الجنوب. ثم خضعت إسرائيل لسيطرة الملك شلمنصر الخامس حاكم آشور في القرن الخامس قبل الميلاد.[بحاجة لمصدر] وليس هناك سجلات تاريخية معتبرة لتوثيق مصير القبائل العشر الشمالية التي يطلق عليها البعض القبائل العشر المفقودة من إسرائيل، رغم كثرة الأقاويل حول هذا الأمر.

## فترة الهيكل الثاني
أنهى الملك الفارسي كورش الكبير السبي البابلي عام 538 قبل الميلاد، وسمح لليهود بالعودة إلى فلسطين. انتهى المنفى بالعودة تحت قيادة الأمير زربابل وجوشوا الكاهن وبناء الهيكل الثاني حوالي 521-516 قبل الميلاد. كجزء من الإمبراطورية الفارسية، أصبحت مملكة يهوذا السابقة مقاطعة يهوذا شبه المستقلة (يهود مديناتا) بحدود مختلفة تغطي مساحة أصغر من مملكة يهوذا، وعاصمتها في القدس.
كانت يهودا تحت سيطرة الفارسيين حتى سقوط إمبراطوريتهم في عام ج. 333 قبل الميلاد للإسكندر الأكبر. بعد وفاته، حكم البطالمة فلسطين ثم السلوقيون فيما بعد. ابتداءً من عام 167 قبل الميلاد، أدت ثورة المكابيين ضد الإمبراطورية السلوقية في النهاية إلى قيام مملكة حشمونائيم مستقلة، والتي تمتع اليهود في ظلها مرة أخرى باستقلال سياسي لفترة تمتد من 110 إلى 63 قبل الميلاد. في عام 63 قبل الميلاد، احتل الرومان يهودا. من 37 قبل الميلاد إلى 6م، سمح الرومان لليهود بالحفاظ على درجة معينة من الاستقلال في ظل سلالة هيروديان التابعة. ومع ذلك، أصبحت يهودا في النهاية تحت السيطرة الرومانية مباشرة وتم دمج منطقة فلسطين في الإمبراطورية الرومانية كمقاطعة يهودة. وشهدت نفس الفترة ولادة المسيحية التي بدأت كطائفة يهودية. في العقود التالية، ابتعدت المسيحية عن جذورها اليهودية، واعتمدت معتقدات عالمية وبدأت في التبشير بتعاليم يسوع في جميع أنحاء الإمبراطورية الرومانية. أدى ذلك إلى أن أصبحت المسيحية تدريجياً ديانة عالمية يغلب عليها الطابع غير اليهودي.
كان للحروب اليهودية - الرومانية، وهي سلسلة من الثورات الفاشلة ضد الحكم الروماني خلال القرنين الأول والثاني بعد الميلاد، عواقب وخيمة على السكان اليهود في فلسطين. توجت الثورة اليهودية الكبرى (66-73 م) بتدمير القدس والهيكل الثاني. تم حرمان السكان اليهود الذين انخفض عددهم بشدة في يهودا من أي نوع من الحكم الذاتي السياسي. بعد عدة أجيال، اندلعت ثورة بار كوخبا (132 - 136م)، وأدى قمعها الوحشي من قبل الرومان إلى هجرة سكان يهودا. انتهت الثورة عندما استولى الرومان على معقل بيتار ودمروه (اليوم "خربة اليهود"، في بتير))، وقتلوا شمعون بار كوخبا، زعيم الثورة. في أعقاب الثورة، مُنع اليهود من الإقامة في محيط القدس، وانتقل المركز الديموغرافي اليهودي في فلسطين إلى الجليل.
أدى تدمير الهيكل الثاني في عام 70 بعد الميلاد إلى تغييرات عميقة في اليهودية. مع اختفاء مكانة الهيكل المركزية في الديانة اليهودية، تحولت الممارسات الدينية نحو الصلاة، ودراسة التوراة (بما في ذلك التوراة الشفوية)، والتجمعات المجتمعية في المعابد اليهودية. فقدت اليهودية أيضًا الكثير من طبيعتها الطائفية: اختفت طائفتان من الطوائف الثلاث الرئيسية التي ازدهرت خلال أواخر فترة الهيكل الثاني، الصدوقيين والإسينيين، في حين أصبحت المعتقدات الفريسية الأساس التأسيسي والطقسي والطقسي لليهودية الحاخامية، والتي ظهرت باعتبارها الشكل المهيمن لليهودية من العصور القديمة المتأخرة.

## العصور القديمة المتأخرة
كان الشتات اليهودي، الذين يعيشون خارج فلسطين، موجودين قبل وقت طويل من تدمير الهيكل الثاني في عام 70 بعد الميلاد، وكانوا مستمرين لعدة قرون، مع تشتت مدفوعين بالطرد القسري والهجرة الطوعية. بحلول عام 200 قبل الميلاد، كانت المجتمعات اليهودية موجودة بالفعل في مصر وبلاد ما بين النهرين (وتسمى أيضًا "بابل" في المصادر اليهودية). في القرنين التاليين، كان السكان اليهود موجودين أيضًا في آسيا الصغرى واليونان ومقدونيا وقورينا، وابتداءً من منتصف القرن الأول قبل الميلاد، في مدينة روما. لاحقًا، في القرون الأولى بعد الميلاد، نتيجة للحروب اليهودية الرومانية، تم أسر عدد كبير من اليهود من فلسطين أو بيعهم كعبيد، أو اضطروا إلى الفرار من المناطق المتضررة من الحرب، مما ساهم في تكوين وتوسيع المجتمعات اليهودية عبر الإمبراطورية الرومانية وكذلك في شبه الجزيرة العربية وبلاد ما بين النهرين.
بعد ثورة بار كوخبا، بذل السكان اليهود في فلسطين، الذين تقلص حجمهم الآن بشكل كبير، جهودًا للتعافي من الآثار المدمرة للثورة، لكنهم لم يستردوا قوتهم السابقة بالكامل. فرض هادريان مراسيم على اليهود ومنعهم من مراقبة ميتسفوت اليهودية، ولكن بعد أن تم استبداله تم رفع الاضطهاد. في القرنين الثاني والرابع بعد الميلاد، ظهرت منطقة الجليل كمركز جديد للحياة اليهودية في أرض إسرائيل، لتحل محل يهودا المهجورة. شهدت الجالية اليهودية هناك ازدهارًا ثقافيًا وديموغرافيًا. في هذه الفترة تم تأليف نصين حاخامين مركزيين، المشناه والتلمود اليروشلمي. كما استمرت المجتمعات اليهودية في العيش في بيت جبرين واللد وعين جدي وجنوب الخليل، في أماكن مثل السموع ويطا. ومع ذلك، عندما تم استبدال الإمبراطورية الرومانية بالإمبراطورية البيزنطية المسيحية تحت حكم قسطنطين، تعرض اليهود للاضطهاد من قبل الكنيسة والسلطات، وهاجر الكثيرون إلى مجتمعات الشتات. بقي آخرون: احتفظ البعض بهويتهم اليهودية، وتحول آخرون إلى المسيحية. في القرن الرابع الميلادي، يُعتقد أن اليهود فقدوا مكانتهم كأغلبية في فلسطين.
أصبحت الجالية اليهودية الراسخة في بلاد ما بين النهرين، والتي عاشت تحت حكم البارثيين ثم الساسانيين، خارج حدود الإمبراطورية الرومانية، مركزًا مهمًا للدراسة اليهودية حيث انخفض عدد السكان اليهود في يهودا. تحت القيادة السياسية لـ "رأس الشتات"، الذي كان يعتبر الوريث الملكي لبيت داود، كان لهذه الطائفة مكانة مستقلة وكانت بمثابة ملجأ ليهود فلسطين. تم إنشاء عدد من الأكاديميات التلمودية الهامة، مثل تلك الموجودة في نيهارديا وبومبيديتا وسورا، في بلاد ما بين النهرين، ونشط العديد من اموريم هناك. تم تجميع التلمود البابلي، محور القانون الديني اليهودي، في بابل في القرنين الثالث والسادس.

## العصور الوسطى
في أوائل العصور الوسطى، اندمجت مجتمعات الشتات اليهودية في ثلاثة أقسام عرقية رئيسية وفقًا للمكان الذي استقر فيه أسلافهم: الأشكناز (في البداية في راينلاند وفرنسا)، والسفارديم (في البداية في شبه الجزيرة الأيبيرية)، والمزراحيم (الشرق الأوسط والمغرب العربي). في كل من هذه المناطق، احتفظ اليهود بتقاليدهم الدينية وهويتهم المميزة. كما استلهموا من التقاليد المحلية، وبدأوا في التحدث بلغات يهودية جديدة مثل اليديشية وإسبانية يهودية والعربية اليهودية. العبرية، لغة اليهود القديمة، بقيت كلغة للصلاة والدراسة الدينية.

في شبه الجزيرة الأيبيرية، التي حكمها القوط الغربيون بعد سقوط الإمبراطورية الرومانية الغربية، واجه اليهود الاضطهاد، لكن حياتهم تغيرت بشكل كبير في ظل الحكم الإسلامي في الأندلس. تميزت هذه الفترة، المعروفة باسم "العصر الذهبي للثقافة اليهودية في إيبيريا"، بإسهامات فكرية وثقافية كبيرة لليهود في مجالات مثل الفلسفة والطب والأدب من قبل شخصيات مثل صموئيل ابن نغريلة ويهوذا هليفي وسليمان بن جابيرول. ومع ذلك، في القرنين الثاني عشر والخامس عشر، شهدت شبه الجزيرة الأيبيرية ارتفاعًا في معاداة السامية، مما أدى إلى الاضطهاد والقوانين المعادية لليهود والمذابح والتحويلات القسرية (بلغت ذروتها في عام 1391)، وإنشاء محاكم التفتيش الإسبانية في نفس العام. بعد سقوط الأندلس وإصدار مرسوم الحمراء من قبل الملوك الكاثوليك في عام 1492، أُجبر يهود إسبانيا على الاختيار: اعتناق المسيحية أو طردهم. ونتيجة لذلك، تم طرد حوالي 200 ألف يهودي من إسبانيا، بحثًا عن ملجأ في أماكن مثل الإمبرالدولة العثمانية، وشمال إفريقيا، وإيطاليا، وهولندا، والهند. مصير مماثل ينتظر يهود البرتغال بعد سنوات قليلة. اختار بعض اليهود البقاء وتظاهروا بممارسة المسيحية الكاثوليكية. هؤلاء اليهود سيشكلون أعضاء يهود متخفون.

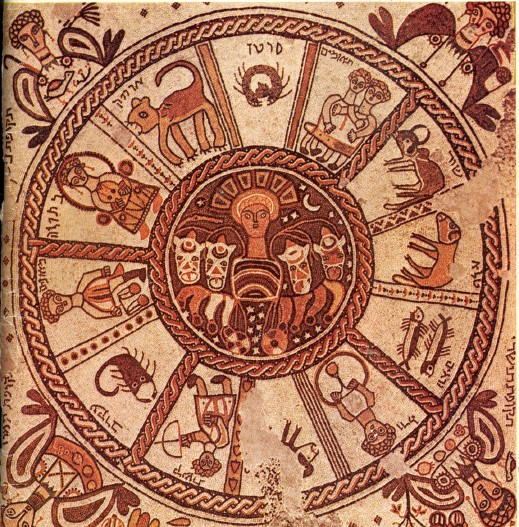
البلاط الفسيفائي في الكنيس القديم من القرن السادس ميلاديا المعثور عليه عام 1928 قرب بيت ألفا في مرج ابن عامر ("عيمق يزراعيل"). يعرض الفسيفاء دائرة البروج مع أسماء البروج باللغة العبرية، ومركبة الشمس (عنصر يوناني) في مركز الدائرة. في زوايا الفسيفاء تظهر أسماء المواسم الفلكية الأربعة بالعبرية: "تقوفات تشريه" (موسم تشرين بعد الاستواء الخريفي)، "تقوفات طيفيت" (موسم كانون بعد أقصر نهار)، "تقوفات نيسان" (موسم نيسان بعد الاستواء الربيعي) و"تقوفات تموز" (موسم تموز بعد أطول نهار)

## الحواشي
1. ↑  "Israel and Judah". Bible History Online. مؤرشف من الأصل في 2018-04-05. اطلع عليه بتاريخ 2012-08-12.
2. 1 2  Dever, William G. (2002). What Did the Biblical Writers Know and When Did They Know It?. Wm. B. Eerdmans Publishing Company. ISBN:0-8028-2126-X.p. 99
3. ↑  Finkelstein، Israel and Nadav Naaman, eds. (1994). From Nomadism to Monarchy: Archaeological and Historical Aspects of Early Israel. Israel Exploration Society. ISBN:1-880317-20-6. {{استشهاد بكتاب}}: |الأول= باسم عام (مساعدة)صيانة الاستشهاد: أسماء متعددة: قائمة المؤلفين (link)
4. ↑  Ian Shaw. Ian Shaw (المحرر). A dictionary of archaeology (ط. New edition (17 Feb 2002)). Wiley Blackwell. ص. 313. ISBN:978-0-631-23583-5. مؤرشف من الأصل في 2020-04-02. {{استشهاد بكتاب}}: الوسيط author-name-list parameters تكرر أكثر من مرة (مساعدة)
5. ↑  Killebrew، Ann E. (2005). Biblical Peoples and Ethnicity: An Archeological Study of Egyptians, Canaanites, Philistines, and Early Israel, 1300–1100 B.C.E. Atlanta: Society of Biblical Literature. ص. 176. ISBN:978-1-58983-097-4. مؤرشف من الأصل في 2020-01-23. اطلع عليه بتاريخ 2012-08-12.
6. ↑  [/https://www.science.co.il/israel-history "Brief History of Israel and the Jewish People"]. Israel Science and Technology Directory. اطلع عليه بتاريخ 2012-08-12. {{استشهاد ويب}}: تحقق من قيمة |مسار= (مساعدة)https://www.science.co.il/israel-history/
7. 1 2  "Second Temple Period (538 BCE. to 70 CE) Persian Rule". Biu.ac.il. مؤرشف من الأصل في 2023-06-23. اطلع عليه بتاريخ 2014-03-15.
8. ↑  Harper's Bible Dictionary, ed. by Achtemeier, etc., Harper & Row, San Francisco, 1985, p. 103
9. ↑  Yehud being the Aramaic equivalent of the Hebrew Yehuda, or "Judah", and "medinata" the word for province
10. ↑  Grabbe، Lester L. (2004). A History of the Jews and Judaism in the Second Temple Period: Yehud - A History of the Persian Province of Judah v. 1. T & T Clark. ص. 355. ISBN:978-0-567-08998-4. مؤرشف من الأصل في 2023-05-03.
11. ↑  Peter Fibiger Bang؛ Walter Scheidel (2013). The Oxford Handbook of the State in the Ancient Near East and Mediterranean. Oxford University Press. ص. 184–187. ISBN:978-0-19-518831-8. مؤرشف من الأصل في 2023-04-09. اطلع عليه بتاريخ 2023-01-16.
12. ↑  Peter Fibiger Bang؛ Walter Scheidel (2013). The Oxford Handbook of the State in the Ancient Near East and Mediterranean. OUP USA. ص. 184–87. ISBN:978-0-19-518831-8. مؤرشف من الأصل في 2023-05-27.
13. ↑  Abraham Malamat (1976). A History of the Jewish People. Harvard University Press. ص. 223–239. ISBN:978-0-674-39731-6.
14. ↑  Burkett 2002، صفحة 3.
15. ↑  Burkett 2002، صفحة 263.
16. ↑  Michael Whitby, et al. eds.  Christian Persecution, Martyrdom and Orthodoxy (2006) online edition نسخة محفوظة 24 يونيو 2011 على موقع واي باك مشين.
17. ↑  Zissu، Boaz (2018). "Interbellum Judea 70-132 CE: An Archaeological Perspective". Jews and Christians in the First and Second Centuries: The Interbellum 70‒132 CE. Joshua Schwartz, Peter J. Tomson. Leiden, The Netherlands. ص. 19. ISBN:978-90-04-34986-5. OCLC:988856967. مؤرشف من الأصل في 2023-05-21.{{استشهاد بكتاب}}:  صيانة الاستشهاد: مكان بدون ناشر (link)
18. ↑  Erwin Fahlbusch؛ Geoffrey William Bromiley (2005). The Encyclopedia of Christianity. Wm. B. Eerdmans Publishing. ص. 15–. ISBN:978-0-8028-2416-5. مؤرشف من الأصل في 2023-04-09. اطلع عليه بتاريخ 2023-01-16.
19. ↑  Palmer, 1881, p. 312
20. ↑  D. Ussishkin, Soundings in Betar, Bar-Kochba's Last Stronghold, Journal of the Institute of Archaeology of Tel Aviv University, 20, 1993, pp. 66-97. نسخة محفوظة 2023-08-12 على موقع واي باك مشين.
21. ↑  Mohr Siebek et al. Edited by Peter Schäfer. The Bar Kokhba War Reconsidered. 2003. p. 160
22. ↑  A. Oppenheimer, Between Rome and Babylon, 2005, 313-9
23. ↑  Mor, M. The Second Jewish Revolt: The Bar Kokhba War, 132-136 CE. Brill, 2016. P471/
24. ↑  Raviv, Dvir; Ben David, Chaim (27 May 2021). "Cassius Dio's figures for the demographic consequences of the Bar Kokhba War: Exaggeration or reliable account?". Journal of Roman Archaeology (بالإنجليزية). 34 (2): 585–607. DOI:10.1017/S1047759421000271. ISSN:1047-7594. S2CID:236389017.
25. ↑  Powell, The Bar Kokhba War AD 132-136, Osprey Publishing, Oxford, ç2017, p.80
26. ↑  Jodi Magness (2011). "Sectarianism before and after 70 CE". في Daniel R. Schwartz؛ Zeev Weiss (المحررون). Was 70 CE a Watershed in Jewish History?: On Jews and Judaism before and after the Destruction of the Second Temple. Brill. ISBN:978-90-04-21744-7.
27. ↑  Karesh، Sara E. (2006). Encyclopedia of Judaism. ISBN:978-1-78785-171-9. OCLC:1162305378. مؤرشف من الأصل في 2023-03-26. Until the modern period, the destruction of the Temple was the most cataclysmic moment in the history of the Jewish people. Without the Temple, the Sadducees no longer had any claim to authority, and they faded away. The sage Yochanan ben Zakkai, with permission from Rome, set up the outpost of Yavneh to continue develop of Pharisaic, or rabbinic, Judaism.
28. ↑  إريك إس. غروين, Diaspora: Jews Amidst Greeks and Romans دار نشر جامعة هارفارد, 2009 pp. 3–4, 233–34: 'Compulsory dislocation, .…cannot have accounted for more than a fraction of the diaspora. … The vast bulk of Jews who dwelled abroad in the Second Temple Period did so voluntarily.' (2)' .Diaspora did not await the fall of Jerusalem to Roman power and destructiveness. The scattering of Jews had begun long before-occasionally through forced expulsion, much more frequently through voluntary migration.' نسخة محفوظة 2023-05-15 على موقع واي باك مشين.
29. 1 2  Goodman، Martin (2018). A History of Judaism. Princeton Oxford: Princeton University Press. ص. 21, 232. ISBN:978-0-691-18127-1.
30. ↑  E. Mary Smallwood (1984). "The Diaspora in the Roman period before AD 70". في William David Davies؛ Louis Finkelstein؛ William Horbury (المحررون). The Cambridge History of Judaism: The early Roman period, Volume 3. Cambridge University Press. ISBN:978-0521243773.
31. 1 2 3  Ehrlich، Michael (2022). The Islamization of the Holy Land, 634–1800. Leeds, UK: Arc Humanities Press. ص. 3–4. ISBN:978-1-64189-222-3. OCLC:1302180905. The Jewish community strove to recover from the catastrophic results of the Bar Kokhva revolt (132–135 CE). Although some of these attempts were relatively successful, the Jews never fully recovered. During the Late Roman and Byzantine periods, many Jews emigrated to thriving centres in the diaspora, especially Iraq, whereas some converted to Christianity and others continued to live in the Holy Land, especially in Galilee and the coastal plain. During the Byzantine period, the three provinces of Palestine included more than thirty cities, namely, settlements with a bishop see. After the Muslim conquest in the 630s, most of these cities declined and eventually disappeared. As a result, in many cases the local ecclesiastical administration weakened, while in others it simply ceased to exist. Consequently, many local Christians converted to Islam. Thus, almost twelve centuries later, when the army led by Napoleon Bonaparte arrived in the Holy Land, most of the local population was Muslim.
32. ↑  Oppenheimer, A'haron and Oppenheimer, Nili. Between Rome and Babylon: Studies in Jewish Leadership and Society. Mohr Siebeck, 2005, p. 2.
33. ↑  Leibner, Uzi (2009). Settlement and History in Hellenistic, Roman, and Byzantine Galilee: An Archaeological Survey of the Eastern Galilee (بالإنجليزية). Mohr Siebeck. pp. 321–324, 362–371, 396–400, 414–416. ISBN:978-3-16-151460-9. Archived from the original on 2023-03-26.
34. 1 2  Edward Kessler (2010). An Introduction to Jewish-Christian Relations. Cambridge University Press. ص. 72. ISBN:978-0-521-70562-2. مؤرشف من الأصل في 2023-03-05. Jews probably remained in the majority in Palestine until some time after the conversion of Constantine in the fourth century. [...] In Babylonia, there had been for many centuries a Jewish community which would have been further strengthened by those fleeing the aftermath of the Roman revolts.
35. ↑  "Talmud and Midrash (Judaism) :: The making of the Talmuds: 3rd–6th century". Encyclopædia Britannica. 2008. مؤرشف من الأصل في 2023-05-21. اطلع عليه بتاريخ 2013-10-28.
36. ↑  Ben-Sasson, Haim Hillel (1972) [1969]. Ettinger, Samuel (المحرر). Jewish society through the ages. Schocken Books. OCLC:581911264.
37. ↑  Schloss, Chaim (2002). 2000 Years of Jewish History: From the Destruction of the Second Bais Hamikdash Until the Twentieth Century (بالإنجليزية). Feldheim Publishers. ISBN:978-1-58330-214-9. Archived from the original on 2023-06-03.